# 1inch
1inch（ワンインチ）とは、複数の分散型取引所を比較して最適なスワップ方法を提案・実行する分散型取引所アグリデーター（Aggregator）である。
仮想通貨のスワップ価格は分散型取引所間で異なることがあるが、アグリゲーターを利用することでリアルタイムで価格情報を収集し、最適なスワップ価格を把握して実行できる。
2023年10月14日時点では、Ethereum、BNB Smart Chain、Polygon等を含む12のブロックチェーンに対応している。
独自のガバナンストークンとして、仮想通貨1INCHが存在する。

## 歴史
2019年5月に1inch Networkがスマート・コントラクトのセキュリティにバックグラウンドを持つSerjez KunzとAnton Bukovによって設立された。
2019年のETHNewYorkのハッカソンを経て1inchを開発し、その後Binance Labs、Galaxy Digital、FTX、その他の大手投資家などから約300万ドルの資金調達を受けて2020年8月に分散型取引所アグリゲーター1inchを正式ローンチした。
2020年11月に、1inch Networkは1inchのバージョン2である1inch V2をリリース。Pathfinder（パスファインダー）と呼ばれる、前よりも高速に最適なスワップルートを見つける機能を追加した。
2020年12月には、重要な意思決定に参加する権利を与える独自のガバナンストークン1INCHを発行した。

## プロトコルの概要
1つの分散型取引所でスワップを実行するとPrice ImpactやSlippageの影響が高まるため、アグリゲーターではUniswapやPancakeswap等の複数の分散型取引所を組み合わせたスワップを提案する。
トークンAをトークンBにスワップする場合、Price Impactを最小限に抑えるために、トークンAをトークンCにスワップした後、トークンBにスワップするといった迂回も行う。
1inchのアグリゲーターでスワップを行うことによる追加の手数料は発生しない。Spread SurPlusと呼ばれる、引用価格（注文された価格）より有利な価格でスワップトランザクションが執行された時に生じる差分が運営側への利益となる。独自トークン1INCHを所有することで、Spread Surplusの何割を所有者に分配するかを決定できる。